# 吉川きっちょむ
吉川 きっちょむ（よしかわ きっちょむ）は、日本のお笑い芸人である。吉本興業東京本社所属。東京NSC17期生。よしもと漫画研究部部長。

## 略歴
東京都出身。慶應義塾高等学校、慶應義塾大学法学部政治学科卒業。血液型B型。身長168cm。体重52kg。
高校では合気道部に入っていて、心身統一合氣道の全国大会（2006年）では金賞を獲得している。慶應義塾高等学校の合気道部の先輩に石原良純がいる。
慶應義塾大学お笑い道場O-keisの三代目代表（2009年度）を務め、大学卒業後に東京NSCに通いながら、後に各事務所が注目する大学生のお笑いの大会「国民的大学生芸人グランプリ～大学芸会～」や「お笑いサークル連盟」を作った創始者の一人である。慶應義塾大学お笑い道場O-keis出身者には、長イキアキヒコ、真空ジェシカ川北、ストレッチーズ、ひつじねいり細田、夢屋まさる、令和ロマン（元魔人無骨）など。
大学を卒業後、大学時代から組んでいた広永を誘い東京NSC17期生となり、2012年にゲオルギーを結成。NSC時代からコントの実力を知られており、同期の中で組織されていたザ・エレクトリカルパレーズのメンバーであったが、内心では反発を覚えており、当時製作されたメンバー揃いのTシャツをいつか話のネタにするつもりで保管していた。
2019年にゲオルギーを解散後、ピン芸人「吉川きっちょむ」として活動再開し、主にマンガ好き芸人として活動する。2021年に先輩の大友達人に誘われコンビ「ウーピーウーピー」を結成したが2023年に解散し、ピン芸人として活動を始め現在に至る。

## 人物
日本生まれの帰国子女であり、アメリカに0歳～5歳の6年間、ベルギーに小学校6年～中学校3年の4年間住んでいた。ベルギー滞在時はブラッセル日本人学校に通っていた。サッカーW杯2018日本対ベルギー戦では、青春はベルギーにあったとして吉川はベルギーを応援している。
自宅の漫画の蔵書が3000冊以上、年間に1000冊以上読んでいるほど漫画好きで、定期的にお笑い漫画イベント『行け！よしもと漫画研究部！』を開催しており、吉川はよしもと漫画研究部部長である。電子書籍サービス「読書のお時間です」（Ameba）でライターとしても活動中で、堀江貴文がプロデュースした渋谷のマンガサロン『トリガー』ではスタッフとして勤務していた。
おかずクラブと仲が良く、漫画に詳しい芸人を聞かれたときに吉川の名前を挙げている。
漫画家の知人も多く、O-keisの先輩である長イキアキヒコや、麻生周一、稲垣理一郎、とよ田みのる、平本アキラ、武富健治、山本さほ、魚豊、山崎紗也夏、モリタイシ、ムラタコウジなどを始め漫画家100人以上と交流がある。週に一度、漫画好きな芸人（ガーリィレコードなど）を集めて漫画についてアツく語る生配信『部屋語り』を配信している。
映画、ボードゲーム、ボルダリングなどの趣味にも強く、自分でもボードゲーム「ワタシ負ケマシタワ」を考案している。

## メディア出演

### テレビ番組
- 君たちナイスカポー〜SEX鑑定団〜(2012年9月6日/9月20日、 LaLa TV)
- 午前零時の岡村隆史（2013年11月6日/11月13日、TBS）
- ラジオな2人（2015年8月7日、Dlife）
- 清春の木曜The NIGHT（2016年11月3日/2017年1月5日、AbemaTV）
- NEWSな2人「帰国子女編」（2017年9月29日/10月6日、TBS）
- リトルトーキョーライフ「ボードゲーム編」（2018年5月16日、テレビ東京）
- ヒルナンデス!「芸人オススメマンガプレゼンバトル」『ブルーピリオド』を紹介（2020年3月27日、日本テレビ）[15]
- ヒルナンデス!「年1200冊読むマンガ通が選んだ1冊」『メダリスト』を紹介（2021年1月22日、日本テレビ）[16]
- スッキリ「マンガ大賞2021『葬送のフリーレン』」（2021年3月17日、日本テレビ）[17]
- 水曜日のダウンタウン（2021年10月20日、TBS）[18]
- スッキリ「マンガ大賞2022『ダーウィン事変』」（2022年3月30日、日本テレビ）[19]
- ワシんとこ・ポスト（2022年4月6日、BSよしもと）[20]
- ウソかホントかわからないやりすぎ都市伝説 2022春2時間スペシャル（2022年4月29日、テレビ東京）[21]
- マンガ、鬼ほど好きなんで 熊倉献『ブランクスペース』を紹介（2022年8月30日/9月5日、TOKYO MX）[22]
- アメトーーク!「チェンソーマン芸人」（2022年11月17日、テレビ朝日）[23]
- ワイドナショー（2023年6月4日、フジテレビ）[24]
- チョコプランナー（2023年7月4日、テレビ朝日）[25]
- マンガ、鬼ほど好きなんで モクモクれん『光が死んだ夏』を紹介（2023年8月1日、8月8日、TOKYO MX）[26]
- 140×875 「漫画都市伝説」（2023年8月30日、9月6日、テレビ朝日）[27]
- 69号室の住人 『アンデッドアンラック』特集（2023年11月29日、TOKYO MX）[28]
- ホンマでっか!?TV 「ホンマでっか!?マンガ大賞2023」（2023年12月20日、フジテレビ） - 漫画評論家[29]

### ラジオ
- TALK ABOUT「『鬼滅の刃』に続くこれからヒット間違いなしの注目マンガを紹介！」（2020年11月14日、TBSラジオ）[30]
- 安東弘樹 Let’s Go Friday「お趣味探訪」マンガ好き芸人（2020年12月11日、ニッポン放送）[31]
- まんが王国 presents 世界はまんがで出来ている！「第1回 せかまんアワード2020」（2021年2月6日、2月13日、2月20日、TOKYO FM）[32]
- まんが王国 presents 世界はまんがで出来ている！（2021年6月5日、6月12日、TOKYO FM）[33] - パーソナリティ
- アフター6ジャンクション「カルチャートーク」推薦図書で龍幸伸『ダンダダン』を紹介（2021年11月23日、TBSラジオ）[34]
- TALK ABOUT「『ネクストブレイクマンガ』『レジェンドマンガ』プレゼン対決！」（2022年2月5日、2月12日、2月19日、TBSラジオ）[35][36][37]
- アフター6ジャンクション「カルチャートーク」3月発売の注目の1巻『タコピーの原罪』『光が死んだ夏』『日本三國』を紹介（2022年3月1日、TBSラジオ）[38]
- アフター6ジャンクション「カルチャートーク」上半期おすすめの注目マンガ『SAKAMOTO DAYS』『クジマ歌えば家ほろろ』『まじめな会社員』を紹介（2022年6月7日、TBSラジオ）[39]
- 講談社 presents 佐野ひなこの「おしえて！推しマンガ！」プレゼンター『メダリスト』『転生したら第七王子だったので、気ままに魔術を極めます』（2022年7月24日、ニッポン放送）[40]
- KURASEEDS「読んで楽しく学べる漫画」（2022年9月12日、J-WAVE）[41]
- TALK ABOUT「この秋、注目の最新マンガを紹介！」『純猥談』『ルリドラゴン』『正反対な君と僕』（2022年10月8日、15日、22日、TBSラジオ）[42][43][44]
- アフター6ジャンクション「カルチャートーク」最新のおすすめ漫画『ようきなやつら』『ルリドラゴン』『サンダー3』を紹介（2022年10月25日、TBSラジオ）[45]
- シン・ラジオ -ヒューマニスタは、かく語りき- 映画『THE FIRST SLAM DUNK』公開記念 漫画『スラムダンク』特集（2022年12月5日、ベイエフエム）[46]
- アフター6ジャンクション「アトロク漫画部が選ぶ！2022年このマンガがすごい面白い！」（2022年12月13日、TBSラジオ）[47]
- アフター6ジャンクション「カルチャートーク」最新のオススメ漫画『これ描いて死ね』『ダイヤモンドの功罪』『コワい話は≠くだけで。』『神田ごくら町職人ばなし』（2023年3月21日、TBSラジオ）[48]
- アフター6ジャンクション 「上半期ベストマンガ紹介」『ダイヤモンドの功罪』『ぷらせぼくらぶ新装版』『かわいすぎる人よ！』（2023年7月18日、TBSラジオ）[49]
- ガクのネ（2023年10月2日、10月9日、ニッポン放送）パーソナリティ[50]
- アフター6ジャンクション2 「カルチャーワンショット」『あくたの死に際』を紹介（2023年10月9日、TBSラジオ）[51]
- レコレール（2023年10月16日、InterFM897）[52]

### 映画
- 日々ロック（2014年11月22日） - ライブハウスのロン毛の観客 役
- クリーピー 偽りの隣人（2016年6月18日） - 大学生 役
- ザ・エレクトリカルパレーズ（2020年11月6日） - 吉川きっちょむ[53]

### テレビドラマ
- イタズラなKiss〜Love in TOKYO（2013年3月29日 - 7月19日、フジテレビTWO） - 赤木（斗南大学アニメ部部員 役
- ランチ合コン探偵〜恋とグルメと謎解きと〜第2話（2020年1月9日 - 3月12日、読売テレビ / 日本テレビ） - 板前 役

### 配信番組
- R藤本の水曜はじけてまざれ!（2018年8月15日）
- 『ザ・ファブル』映画化記念！「ファブル大好き芸人」（2019年4月4日）[54]
- ベジータとカイジがアナログゲーム実況（2019年4月18日、10月18日[14]、2020年1月24日）
- R藤本のユーモアチャンネル R藤本の大喜利塾（2019年12月11日 - ）[55]
- モンスト×進撃の巨人「巨人討伐祭 夜の陣」芸能人vs東大『進撃の巨人』クイズ対決（2020年10月7日）[56]
- R藤本のユーモアチャンネル R藤本の大喜利実験室（2020年12月16日 - ）[57]
- ジャンプフェスタ2022『あやかしトライアングル』（2021年12月18日）[58]
- ジャンプフェスタ2022『地獄楽』（2021年12月19日）[59] - MC
- ジャンプフェスタ2022『るろうに剣心 -明治剣客浪漫譚・北海道編-』（2021年12月19日）[60]
- ウソかホントかわからないやりすぎ都市伝説 Paravi特別編（2022年4月8日 - ）[61]
- XTrendAward2023「コミックトレンド2023byコミックシーモア」（2023年12月16日、X）[62]

### MV
- 前田敦子「君は僕だ」（2012年)[63]

### CM
- 台所用洗剤「ジョイコンパクト」（2014年10月、P&G）[64] - オタク篇
- 宮崎県西都市ふるさと納税PR動画「おかずクラブのふるさと天使？」（2017年11月28日）[65]

### 雑誌
- ただいま日本（帰国子女お笑い芸人、2018年、株式会社JCM） - インタビュー[66]
- UOMO 2020年8月号（大人買いしたい「一気読みマンガ」特集、2020年6月25日、集英社） - ライター
- TV Bros. 2020年12月号（コミックアワード特集号、「今一番、面白い漫画は？」、2020年10月23日、東京ニュース通信社） - ライター[67]
- ダ・ヴィンチ 2021年6月号（「魂をゆさぶるやつ、教えてください 嗚呼、このマンガが好きすぎる。」特集、2021年5月6日、KADOKAWA） - インタビュー[68]
- 女性セブン（「マンガ大好き芸人が読む『王様の耳』」書評、2023年3月2日、小学館） - ライター[69]
- TV Bros. 2023年12月号コミックアワード号（2023年10月31日、東京ニュース通信社） - 選者[70]
- GOEHTE 2024年2月号「最上級の漫画」（2023年12月25日、幻冬舎）

### 連載
- BEAMS SPORTS『気になるスポーツは漫画が入り口！』全3回（2021年8月4日 - 2021年8月30日） - ライター[71][72][73]
- NET ViVi『マンガ大好き芸人吉川きっちょむのオススメマンガ紹介』（2021年12月19日 - ） - ライター[74]

### その他
- 武蔵野美術大学卒業展示会（2015年1月16日 - 18日）[75][76] - 中林若菜「そんな意見をみとめないがだれの許しも乞うていないそれは存在するということ」のモチーフ協力
- 『ニャイト・オブ・ザ・リビングキャット』第1巻発売記念特集（2021年5月10日） - 著名人応援コメント[77]
- 『NOROSHI2022』敗者復活戦（2022年2月24日） - 審査員[78]
- 『日韓合同 縦スクロールマンガコンテスト』POPTOON STUDIO大賞（2022年） - 審査員[79]
- 『NOROSHI2023』準決勝1日目（2023年3月1日） - 審査員[80]
- 『RoOT/ルート オブ オッドタクシー』2巻（2023年9月28日、小学館） - 帯コメント[81]
- OTAKU SUMMIT Satellite in 京都国際映画祭～ オタクとコンテンツの未来～（2023年10月15日） - モデレーター[82]

## 作品

### カードゲーム
- ワタシ負ケマシタワ[13][14]